# Tetraedru triakis

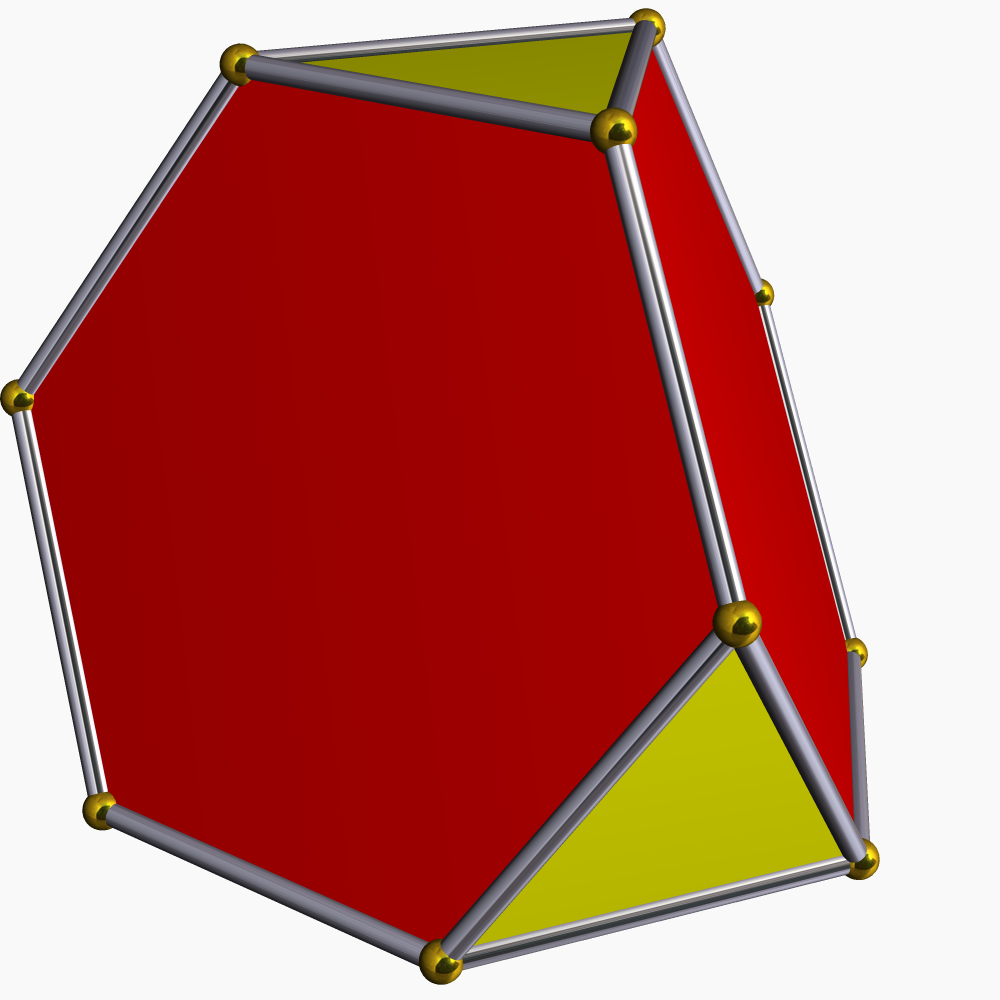
Dual: Tetraedru trunchiat

În geometrie, un tetraedru triakis este un poliedru Catalan cu 12 fețe. Fiecare poliedru Catalan este dualul unui poliedru arhimedic. Dualul tetraedrului triakis este tetraedrul trunchiat.
Tetraedrul triakis poate fi considerat un tetraedru cu o piramidă triunghiulară adăugată pe fiecare față, adică este un Kleetop al tetraedrului. Este foarte asemănător cu desfășurata unui 5-celule, deoarece dacă desfășurata unui tetraedru este un triunghi cu alte triunghiuri adăugate la fiecare latură, desfășurata a 5-celule este un tetraedru cu piramide atașate la fiecare față. Această interpretare este exprimată prin nume.
Lungimea laturilor mai scurte este de 3/5 din cea a laturilor mai lungi. Dacă tetraedrul triakis are lungimea laturii mai scurte 1, are aria 5/3√11 și volumul 25/36√2.

## Coordonate carteziene
Coordonatele carteziene ale celor 8 vârfuri ale unui tetraedru triakis centrat în origine sunt punctele (±5/3, ±5/3, ±5/3) cu un număr par de semne minus, împreună cu punctele (±1, ±1, ±1) cu un număr impar de semne minus:
- (5/3, 5/3, 5/3), (5/3, −5/3, −5/3), (−5/3, 5/3, −5/3), (−5/3, −5/3, 5/3)
- (−1, 1, 1), (1, −1, 1), (1, 1, −1), (−1, −1, −1)

Lungimea laturilor mai scurte ale acestui tetraedru triakis este egală cu {\displaystyle 2{\sqrt {2}}}. Fețele sunt triunghiuri isoscele cu un unghi obtuz și două unghiuri ascuțite. Unghiul obtuz are valoarea {\displaystyle \arccos(-7/18)\approx 112,885\,380\,476\,16^{\circ }} iar cele ascuțite {\displaystyle \arccos(5/6)\approx 33,557\,309\,761\,92^{\circ }}.

## Simetrie tetartoidă
Tetraedrul triakis poate fi construit ca o limită degenerată a unui tetartoid:
| Tetartoid 0% (Dodecaedru regulat) | Tetartoid 10% | Tetartoid 20% | Tetartoid 30%                      |
| Tetartoid 60%                     | Tetartoid 80% | Tetartoid 95% | Tetartoid 100% (Tetraedru triakis) |

## Proiecții ortogonale
| Proiecții ortogonale (grafuri) | Proiecții ortogonale (grafuri) | Proiecții ortogonale (grafuri) | Proiecții ortogonale (grafuri) | Proiecții ortogonale (grafuri) |
| Centrat pe                     | Latura scurtă                  | Față                           | Vîrf                           | Latura lungă                   |
| ------------------------------ | ------------------------------ | ------------------------------ | ------------------------------ | ------------------------------ |
| Tetraedru triakis              |                                |                                |                                |                                |
| (Dual) Tetraedru trunchiat     |                                |                                |                                |                                |
| Simetrie proiectivă            | [1]                            | [1]                            | [3]                            | [4]                            |

| Proiecții ortogonale (corpuri) | Proiecții ortogonale (corpuri) | Proiecții ortogonale (corpuri) | Proiecții ortogonale (corpuri) | Proiecții ortogonale (corpuri) |
| ------------------------------ | ------------------------------ | ------------------------------ | ------------------------------ | ------------------------------ |
| Tetraedru triakis              |                                |                                |                                |                                |
| Compus dual                    |                                |                                |                                |                                |
| (Dual) Tetraedru trunchiat     |                                |                                |                                |                                |
| Simetrie proiectivă            | [1]                            | [2]                            | [3]                            | [3]                            |

## Variații

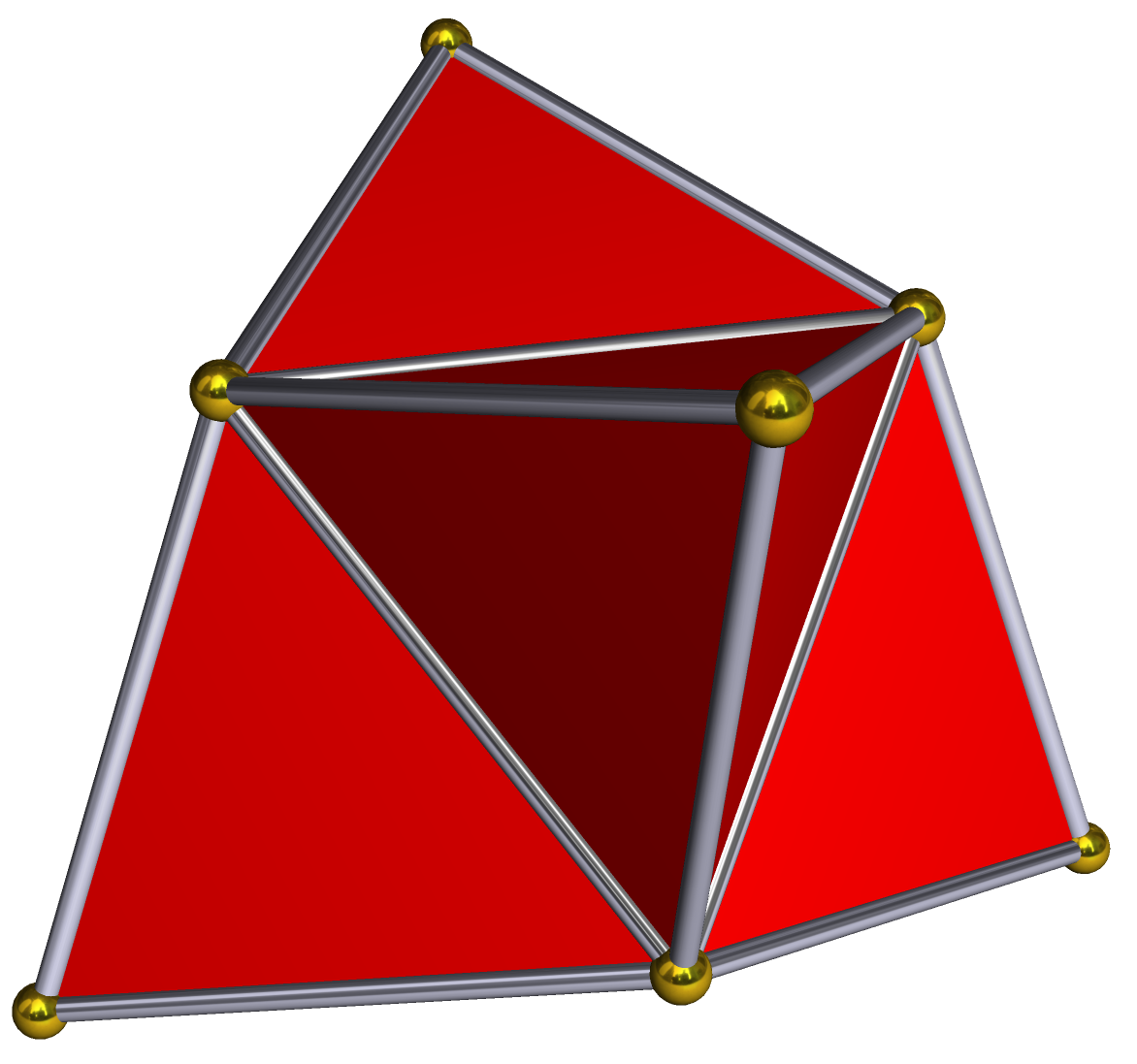
5-celule

Un tetraedru triakis cu fețe triunghiulare echilaterale este desfășurata politopului regulat cvadridimensional cunoscut sub numele de 5-celule.

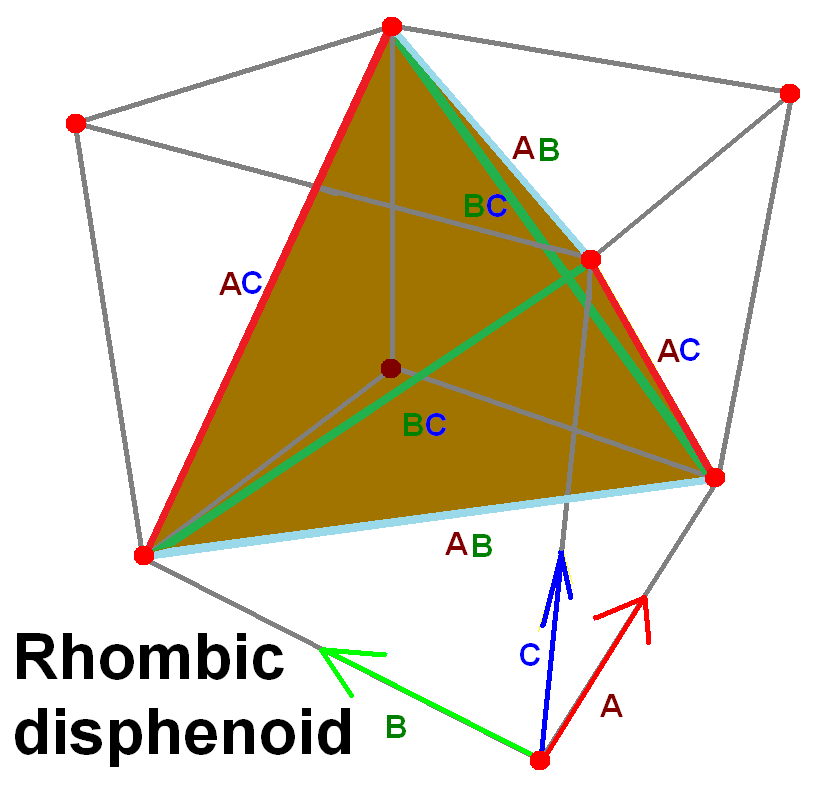

Dacă triunghiurile sunt dreptunghice isoscele, fețele vor fi coplanare și vor forma un volum cubic. Acest lucru poate fi văzut prin adăugarea celor 6 laturi ale tetraedrului în interiorul unui cub (bisfenoid rombic).

## Stelări

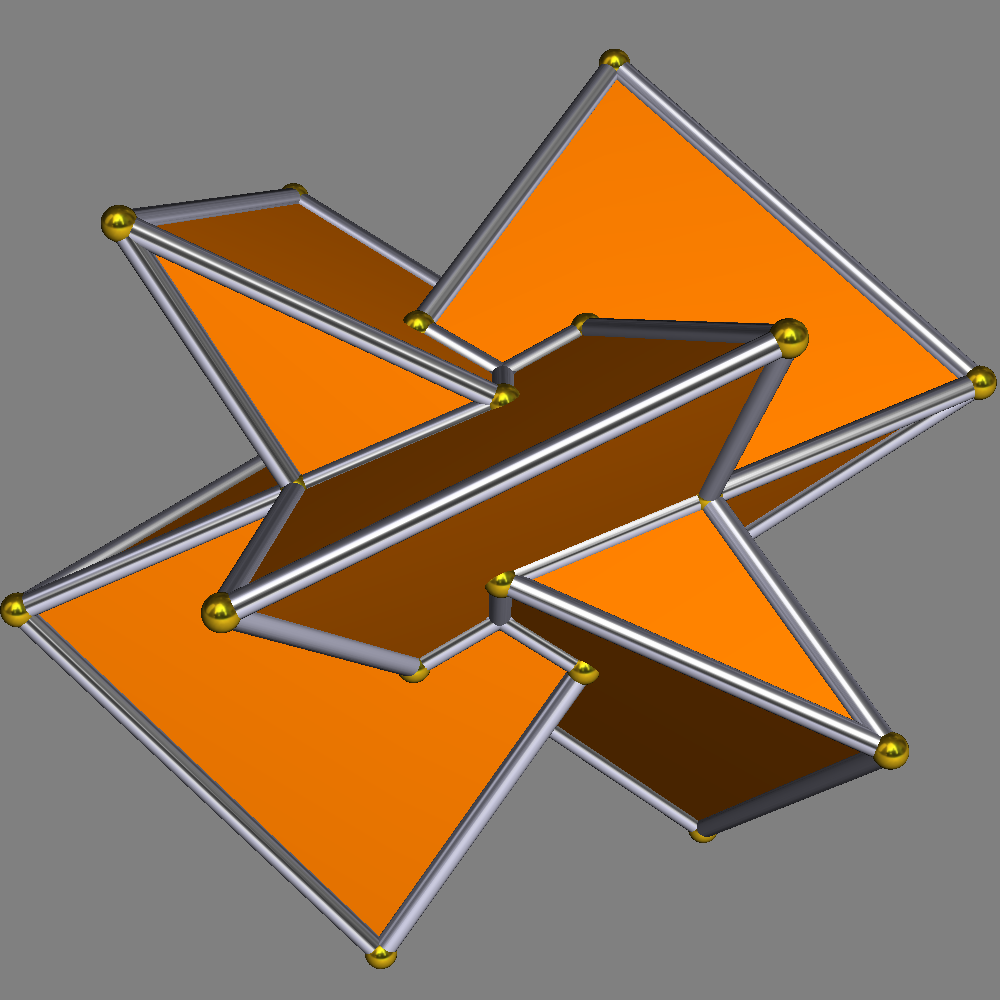

Această figură chirală este una dintre cele treisprezece stelări permise de regulile lui Miller.

## Poliedre înrudite

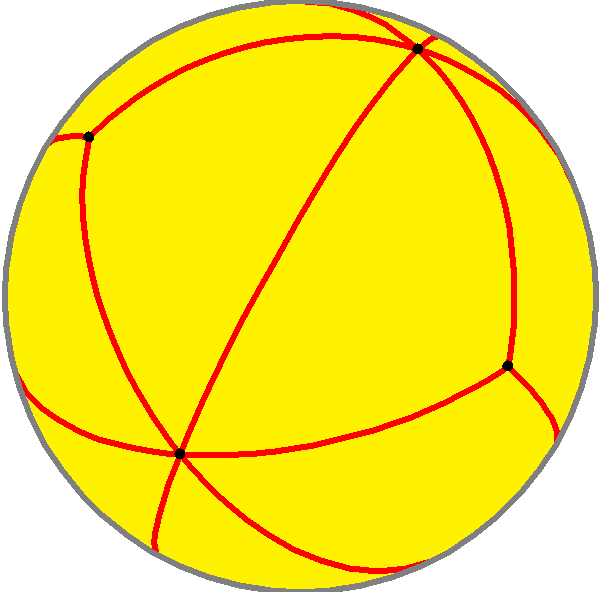
Tetraedru triakis sferic

Tetraedrul triakis este o parte a unei secvențe de poliedre și pavări, extinzându-se în planul hiperbolic. Aceste figuri tranzitive pe fețe au simetrie de reflexie (*n32) în Notația orbifold.
| Variante ale pavărilor trunchiate cu simetrie *n32: t{n,3} | Variante ale pavărilor trunchiate cu simetrie *n32: t{n,3} | Variante ale pavărilor trunchiate cu simetrie *n32: t{n,3} | Variante ale pavărilor trunchiate cu simetrie *n32: t{n,3} | Variante ale pavărilor trunchiate cu simetrie *n32: t{n,3} | Variante ale pavărilor trunchiate cu simetrie *n32: t{n,3} | Variante ale pavărilor trunchiate cu simetrie *n32: t{n,3} | Variante ale pavărilor trunchiate cu simetrie *n32: t{n,3} | Variante ale pavărilor trunchiate cu simetrie *n32: t{n,3} | Variante ale pavărilor trunchiate cu simetrie *n32: t{n,3} | Variante ale pavărilor trunchiate cu simetrie *n32: t{n,3} | Variante ale pavărilor trunchiate cu simetrie *n32: t{n,3} |
| Smetrie *n32 [n,3]                                         | Sferice                                                    | Sferice                                                    | Sferice                                                    | Sferice                                                    | Euclid.                                                    | Hiperb. compacte                                           | Hiperb. compacte                                           | Paracomp.                                                  | Hiperbolice necompacte                                     | Hiperbolice necompacte                                     | Hiperbolice necompacte                                     |
| Smetrie *n32 [n,3]                                         | *232 [2,3]                                                 | *332 [3,3]                                                 | *432 [4,3]                                                 | *532 [5,3]                                                 | *632 [6,3]                                                 | *732 [7,3]                                                 | *832 [8,3]...                                              | *∞32 [∞,3]                                                 | [12i,3]                                                    | [9i,3]                                                     | [6i,3]                                                     |
| ---------------------------------------------------------- | ---------------------------------------------------------- | ---------------------------------------------------------- | ---------------------------------------------------------- | ---------------------------------------------------------- | ---------------------------------------------------------- | ---------------------------------------------------------- | ---------------------------------------------------------- | ---------------------------------------------------------- | ---------------------------------------------------------- | ---------------------------------------------------------- | ---------------------------------------------------------- |
| Figuri trunchiate                                          |                                                            |                                                            |                                                            |                                                            |                                                            |                                                            |                                                            |                                                            |                                                            |                                                            |                                                            |
| Schläfli                                                   | t{2,3}                                                     | t{3,3}                                                     | t{4,3}                                                     | t{5,3}                                                     | t{6,3}                                                     | t{7,3}                                                     | t{8,3}                                                     | t{∞,3}                                                     | t{12i,3}                                                   | t{9i,3}                                                    | t{6i,3}                                                    |
| Figuri triakis                                             |                                                            |                                                            |                                                            |                                                            |                                                            |                                                            |                                                            |                                                            |                                                            |                                                            |                                                            |
| Config.                                                    | V3.4.4                                                     | V3.6.6                                                     | V3.8.8                                                     | V3.10.10                                                   | V3.12.12                                                   | V3.14.14                                                   | V3.16.16                                                   | V3.∞.∞                                                     |                                                            |                                                            |                                                            |

| Familia poliedrelor tetraedrice uniforme | Familia poliedrelor tetraedrice uniforme | Familia poliedrelor tetraedrice uniforme | Familia poliedrelor tetraedrice uniforme | Familia poliedrelor tetraedrice uniforme | Familia poliedrelor tetraedrice uniforme | Familia poliedrelor tetraedrice uniforme | Familia poliedrelor tetraedrice uniforme |
| Simetrie: [3,3], (*332)                  | Simetrie: [3,3], (*332)                  | Simetrie: [3,3], (*332)                  | Simetrie: [3,3], (*332)                  | Simetrie: [3,3], (*332)                  | Simetrie: [3,3], (*332)                  | Simetrie: [3,3], (*332)                  | [3,3]+, (332)                            |
| ---------------------------------------- | ---------------------------------------- | ---------------------------------------- | ---------------------------------------- | ---------------------------------------- | ---------------------------------------- | ---------------------------------------- | ---------------------------------------- |
|                                          |                                          |                                          |                                          |                                          |                                          |                                          |                                          |
|                                          |                                          |                                          |                                          |                                          |                                          |                                          |                                          |
| {3,3}                                    | t{3,3}                                   | r{3,3}                                   | t{3,3}                                   | {3,3}                                    | rr{3,3}                                  | tr{3,3}                                  | sr{3,3}                                  |
| Duale ale poliedrelor uniforme           |                                          |                                          |                                          |                                          |                                          |                                          |                                          |
|                                          |                                          |                                          |                                          |                                          |                                          |                                          |                                          |
| V3.3.3                                   | V3.6.6                                   | V3.3.3.3                                 | V3.6.6                                   | V3.3.3                                   | V3.4.3.4                                 | V4.6.6                                   | V3.3.3.3.3                               |